# Weerdsprong
De Weerdsprong is een fiets- en voetgangersbrug over de passantenhaven in de binnenstad van de Nederlandse plaats Venlo.
De brug verbindt de Maasboulevard met het schiereiland De Weerd en erover lopen fietsroutes langs de Maas: de LF Maasroute en het knooppuntennetwerk.
Vanaf de jaren 70 lag er ook al een langzaamverkeersbrug over de haven, maar deze was tegen het einde van de vorige eeuw aan vervanging toe. Omdat in diezelfde periode ook het plan Maasboulevard gestalte kreeg, werd gewacht met de brug totdat het winkelgebied klaar was.
De gemeente Venlo schreef in 2008 een openbare wedstrijd uit waaraan iedereen kon deelnemen, dus ook de bevolking van Venlo. Uit de inzendingen werden zes ontwerpen voorgeselecteerd, waaruit twee ontwerpen werden gekozen die werden voorgelegd aan de inwoners van de stad. Het ontwerp van ipv Delft behaalde 70% van de stemmen. Tevens werd in een later stadium een wedstrijd uitgeschreven onder de bevolking om een nieuwe naam te verzinnen voor de brug. Dat werd dus De Weerdsprong, als verwijzing naar het schiereiland in de Maas.
De brug heeft een stalen constructie, een glazen balustrade en verlichting in de leuning. De brug is in april 2012 in gebruik genomen.